# Tellervo jurriaansei
Tellervo jurriaansei är en fjärilsart som beskrevs av James John Joicey och Talbot 1922. Tellervo jurriaansei ingår i släktet Tellervo och familjen praktfjärilar. Inga underarter finns listade i Catalogue of Life.